# Шрейдер фон Трейлебен, Еким Ефимович
Еким (Иоаким) Ефимович Шрейдер фон Трейлебен (в некоторых источниках, ошибочно  — Самуил (Самойло) Шрейдер фон Трейлебен; 1752 — 25 июня 1809) — русский военный и административный деятель, артиллерист, генерал-лейтенант (1798), начальник Сестрорецкого (1793—1804) и Тульского оружейных заводов (1804).

## Биография
Из австрийских дворян «в вечном российском подданстве». Окончил Сухопутный шляхетский кадетский корпус в Санкт-Петербурге. Участвовал в Русско-турецких войнах 1768—1774 и 1787—1791 годов.
В 1793 году в чине полковника был назначен начальником Сестрорецкого оружейного завода. На этой должности оставался 11 лет, причём в 1797 году был произведён в генерал-майоры, а в 1798 году — в генерал-лейтенанты.
20 июня 1804 года был назначен начальником Тульского оружейного завода:

Командиром Тульского оружейного завода на место генерал-лейтенанта Екельна, определяется управлявший доселе Сестрорецким (заводом) генерал-лейтенант Шрейдер фон Трейлебен; к управлению Сестрорецким оружейным заводом, на место генерал-лейтенанта Шрейдера фон Трейлебена, определяется генерал-майор барон Дибич.
— Указы Его Величества государя императора Александра I из Государственной военной коллегии правлению Тульского оружейного завода за 1804 год.
Однако уже 1 сентября того же года Шрейдер фон Трейлебен был снят с этой должности по собственному желанию:

Снисходя на желание генерал-лейтенанта Шрейдера фон Трейлебена, повелеваю присутствовать ему в артиллерийской экспедиции (департаменте) Военной коллегии; на место же его командиром Тульского оружейного завода определяется находившийся в Свите моей генерал-майор Чичерин.— Указы Его Величества государя императора Александра I из Государственной военной коллегии правлению Тульского оружейного завода за 1804 год.
В дальнейшем генерал-лейтенант Шрейдер фон Трейлебен являлся членом Артиллерийской экспедиции Военного министерства.
Скончался 25 июня 1809 года.
По некоторым данным, имел брата (или иного родственника) — Самуила Шрейдера фон Трейлебена, также артиллериста, однако о нём известны только три факта: поступил на службу в 1760 году, в 1781 году был майором артиллерии, а в 1794 году был произведён в генерал-майоры. Все остальные детали его биографии перепутаны с биографией Иоахима (Екима Ефимовича) Шрейдера фон Трейлебена.